# そうじろう
そうじろうは、愛知県豊橋市のマスコットキャラクター。とよはしの清掃キャラクター。豊橋市内の小中学校の子どもたちの意見により生まれた。